# Полет Шварцман
Полет Шварцман (19 листопада 1894, Кам'янець, Російська імперія — 1953) — латвійська, французька і аргентинська шахістка.

## Біографічні відомості
Народилася в Кам'янці 19 листопада 1894 року. З Російської імперії до Франції емігрувала приблизно в 1915 році. Сім разів показувала найкращий результат у національному чемпіонаті (1927, 1928, 1929, 1931, 1933, 1935, 1938). Але згідно існуючого регламенту у перших чотирьох брала участь поза конкурсу тому, що мала громадянство іншої країни. Вона стала громадянкою Франції 21 грудня 1932 року і протягом наступних шести років здобула три повноцінних титули..
Учасниця двох чемпіонатів світу. 1933 року у Фолкстоні беззаперечним лідером була Віра Менчик, яка набрала максимальну кількість очок. Здобуток Полет Шварцман складав 5,5 балів і шосте місце з восьми учасників. У її активі були перемоги над віцечемпіонкою Едіт Прайс з Великої Британії і француженкою Жанною Дотремон (плюс дві технічні перемоги над австрійкою Гізелою Гарум, яка через хворобу була в заявці, але не виступала). 1939 року в Буенос-Айресі знову домінувала Віра Менчик, а Шварцман поділила 9-10 місця з чешкою Блаженою Янечковою. Її доробок у першості склав 4 перемоги, 10 нічиїх і 5 поразок (20 учасниць грали в одне коло).
Жіночий чемпіонат світу і чоловіча шахова Олімпіада проходили паралельно у серпні-вересні і саме в цей час у Європі розпочалася Друга світова війна. Шварцман, як і більшість європейських шахістів, залишилася в Аргентині. У повоєнний час чотири рази перемагала в чемпіонатах цієї південноамериканської країни..

## Досягнення
- Чемпіон Франції (3): 1933, 1935, 1938
- Чемпіон Аргентини (4): 1948, 1949, 1950, 1952